# Iridescent
Iridescent je píseň americké rockové skupiny Linkin Park. Byla ohlášena jako třetí americký, čtvrtý mezinárodní a celkově poslední singl ze čtvrtého studiového alba A Thousand Suns, které vyšlo 14. září 2010. Videoklip k písni režíroval člen skupiny Joe Hahn.
Píseň se objevuje ve filmu Transformers 3.
Píseň získala pozitivní recenze a zaznamenala mírný celosvětový úspěch.

## Videoklip
Oficiální videoklip režíroval Joe Hahn, turntablista a klávesista kapely.
Videoklip k písni byl zveřejněn 3. června 2011. V klipu je Mike Shinoda zobrazen jako jednooký král, kterému z ramen trčí rohy. Vládne obyvatelům postapokalyptické země. Řada obyvatel světa má na sobě otrhané oblečení, včetně ostatních členů kapely. Některé scény ukazují skupinu sedící společně na hostině, což odráží obraz Leonarda da Vinciho „Poslední večeře“. Ve videu jsou i četné scény a záběry z filmu Transformers 3.

## Seznam skladeb
| Evropské CD | Evropské CD      | Evropské CD |
| Pořadí      | Název            | Délka       |
| ----------- | ---------------- | ----------- |
| 1.          | "Iridescent"     | 4:01        |
| 2.          | "New Divide"     | 4:30        |
| 3.          | "What I've Done" | 3:25        |

## Obsazení

### Linkin Park
- Chester Bennington – zpěv, rytmická kytara
- Mike Shinoda – zpěv, sampler, klávesy, klavír
- Brad Delson – sólová kytara, doprovodné vokály
- Dave „Phoenix“ Farrell – basová kytara, doprovodné vokály
- Joe Hahn – gramofony, samplery, doprovodné vokály
- Rob Bourdon – bicí, perkuse, doprovodné vokály

### Produkce
- Mike Shinoda – producent
- Rick Rubin – producent
- Neal Avron – mixování
- Brian "Big Bass" Gardner – mastering